# Scaptodrosophila pilicrus
Scaptodrosophila pilicrus är en tvåvingeart som först beskrevs av Oswald Duda 1926.  Scaptodrosophila pilicrus ingår i släktet Scaptodrosophila och familjen daggflugor. Inga underarter finns listade i Catalogue of Life.